# Yamshid Amuzegar
Yamshid Amuzegar ( en persa: جمشید آموزگار‎,25 de junio de 1923 - 27 de septiembre de 2016) fue un economista y político iraní que fue primer ministro de Irán desde el 7 de agosto de 1977 hasta el 27 de agosto de 1978 cuando renunció. Antes de eso, se desempeñó como ministro del interior y ministro de finanzas en el gabinete de Amir-Abbas Hoveida . Fue el líder del Partido Rastakhiz durante su mandato como primer ministro de Irán.

## Temprana edad y educación
Nacido el 25 de junio de 1923 en Teherán, Persia, Se graduó de la Universidad de Teherán con títulos en derecho e ingeniería. Luego asistió a la Universidad de Cornell y recibió un Ph.D.

## Carrera profesional
Amuzegar se desempeñó como viceministro en el ministerio de salud de Irán bajo Jahanshah Saleh en 1955. En 1959, Amouzegar reemplazó a Hassan Akhavi como ministro de agricultura cuando Akhavi fue destituido del gabinete del primer ministro Manouchehr Eghbal . Fue nombrado ministro de trabajo y luego ministro de salud en el gabinete dirigido por el primer ministro Hasan-ali Mansour . Posteriormente se convirtió en ministro de finanzas en el gabinete de Amir Abbas Hoveida tras el asesinato del primer ministro Mansour en 1964, y permaneció en ese cargo durante nueve años. De 1965 a 1974 encabezó varias reuniones ordinarias de la OPEP . En 1971, él y el ministro de Petróleo de Arabia Saudita, Ahmed Zaki Yamani, jugaron un papel decisivo en la implementación de la serie de aumentos de precios que finalmente cuadruplicaron el precio del petróleo y proporcionaron los recursos para que Irán modernizara su infraestructura, agricultura y defensa. Por este logro, Amouzegar recibió el Taj-e Iran, de primera clase, un honor normalmente reservado solo para el primer ministro y los ex primeros ministros. Fue nombrado ministro del Interior en 1974. El 21 de diciembre de 1975 fue tomado como rehén por el terrorista venezolano Carlos el Chacal durante una reunión de la OPEP. Carlos recibió la orden de ejecutarlo pero no lo hizo, y Amouzegar fue liberado junto con los otros rehenes después de unos días. Carlos lo llevó a él y a un saudí a Argelia. A partir de ahí, fueron liberados.[cita requerida]
En 1977 se convirtió en presidente del Partido Rastakhiz (Resurrección), habiendo liderado la facción progresista contra la facción construccionista liberal del ministro de finanzas Hushang Ansary . Poco después de que Jimmy Carter se convirtiera en presidente de los Estados Unidos, Amouzegar fue nombrado primer ministro de Irán el 7 de agosto de 1977, reemplazando a Amir Abbas Hoveyda en el cargo. Sin embargo, rápidamente se volvió impopular mientras intentaba frenar la economía recalentada con medidas que, aunque generalmente se consideraban necesarias, desencadenaron una caída en el empleo y las ganancias del sector privado que luego agravarían los problemas del gobierno. Renunció y fue reemplazado por Jafar Sharif-Emami el 27 de agosto de 1978.

## Años posteriores y muerte
Amuzegar no regresó a Irán después de partir en 1978. Vivió en Chevy Chase, Maryland y más tarde en Rockville . Amouzegar también fue consultor de los gobiernos de Arabia Saudita y Kuwait.
Murió en Rockville, Maryland en los Estados Unidos el 27 de septiembre de 2016 a la edad de 93 años.